# Fuentes de Béjar
Fuentes de Béjar es un municipio y localidad española de la provincia de Salamanca, en la comunidad autónoma de Castilla y León. Se integra dentro de la comarca de la Sierra de Béjar. Pertenece al partido judicial de Béjar.
Su término municipal está formado por un solo núcleo de población, ocupa una superficie total de 14,47 km² y según los datos demográficos recogidos en el padrón municipal elaborado por el INE en el año 2021 cuenta con una población de 216 habitantes.

## Toponimia
El nombre elude a la existencia en el término de numerosos veneros, fuentes y manantíos, algunos de los cuales han dado lugar al nacimiento del río Sangusín o Salgosín, como decían antiguamente.
Algunas de tales fuentes, son particularmente conocidas y designadas mediante nombres propios; así, la fuente Cebrián, o Cibrián, que aparece mencionada en documentos de los siglos XVII y XVIII; la fuente de Mari Muñoz, cuyo nombre hace alusión a ciertas etapas de la repoblación medieval de los siglos XII-XIII; la fuente de Olalla, esto es, fuente Eulalia; la fuente de la Parola, de etimología  desconocida; la fuente de Rodrigo y la fuente de Don Juan, por mencionar tan sólo algunas de ellas.
Otras  muchas  fuentes, de  menor  entidad, se hallan en distintos puntos del término. Además, hay también, una notable representación de pozos y arroyos que humifican el terreno. Además del Sangusín, que, verdaderamente, se presenta, en determinados puntos con carácter de río, cabría hablar de los arroyos, regajos o arroyuelos de menor caudal, como el de Arrolaví, Cubillo, Tejero, los Yelgos, etc., o el regajo de las Barrileras, el Regajo Martín o el Regajo Moreno. Por  otra  parte, hay un pequeño humedal, conocido como la Laguna, que, de alguna manera, viene a completar la variedad de sugerencias, flujos de  agua, pocetas, charcas y demás, que  vivifican, hicrológicamente la zona que nos ocupa.

## Geografía
Integrado en la comarca de Sierra de Béjar, se sitúa a 57 kilómetros de Salamanca. El término municipal está atravesado por la Autovía Ruta de la Plata (A-66) y por la carretera nacional N-630, entre los pK 364 y 395, además de por carreteras locales que conectan con Puebla de San Medel, Ledrada y La Cabeza de Béjar. 
El relieve del municipio es montuoso, con cerros, montes y un valle horadado por el arroyo de Sangusín, que nace en la zona elevada nororiental. La altitud oscila entre los 1070 metros al noroeste, en la ladera de Peña Gorda, y los 830 metros a orillas del arroyo de Sangusín. El pueblo se alza a 911 metros sobre el nivel del mar. 
| Noroeste: Puebla de San Medel | Norte: Guijuelo              | Nordeste: Guijo de Ávila                    |
| Oeste: Puebla de San Medel    |                              | Este: La Cabeza de Béjar                    |
| Suroeste: Ledrada             | Sur: Ledrada y Nava de Béjar | Sureste: La Cabeza de Béjar y Nava de Béjar |

## Historia

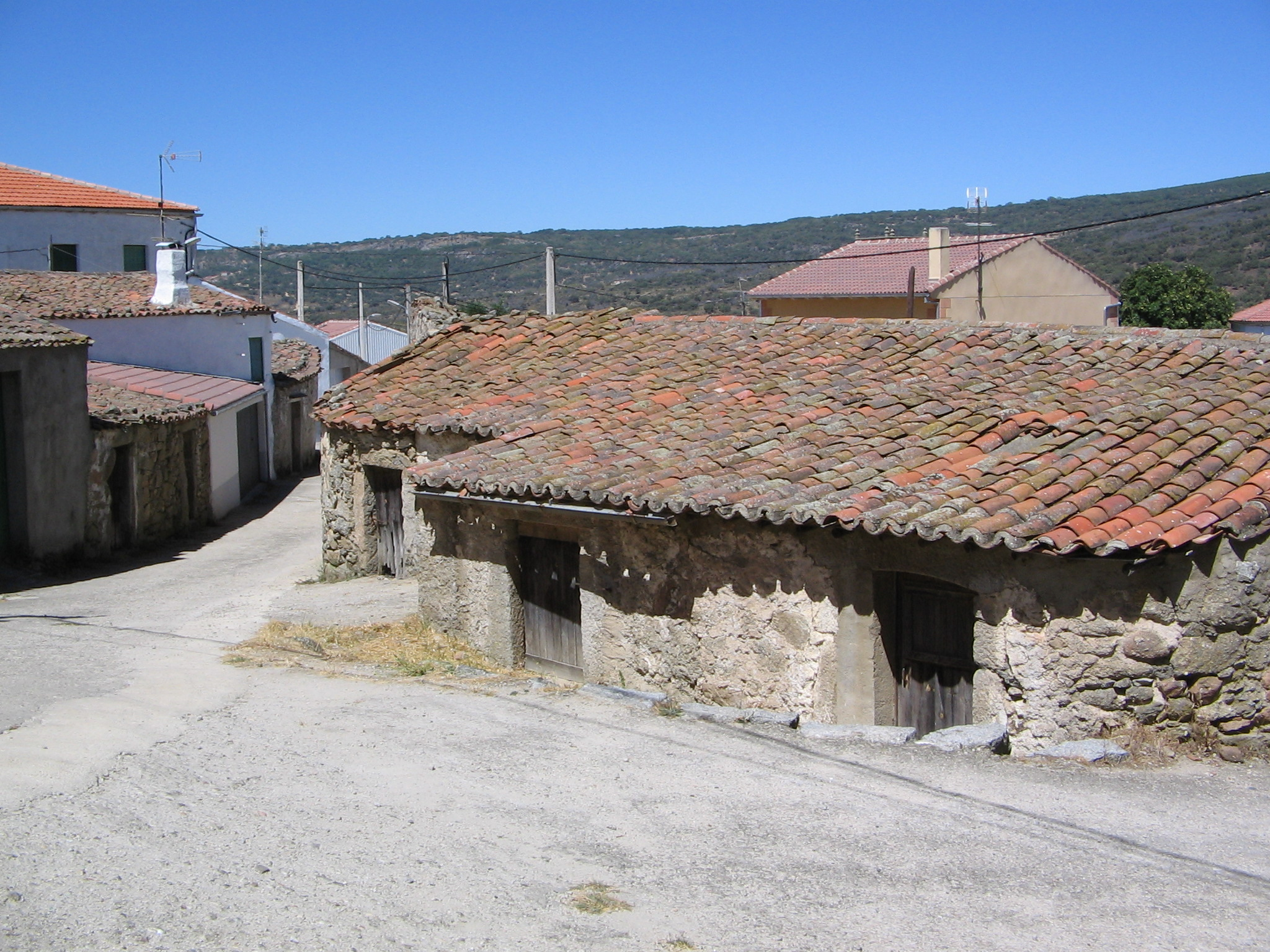
Pajares.

### Prehistoria
Ya desde la más lejana antigüedad, el hombre se instaló en distintas zonas del actual término municipal. Los más antiguos vestigios se remontan al Neolítico, en torno al IV milenio a. C. Se trata de las hachas de piedra pulimentadas y otros materiales hallados en las proximidades del río Sangusín, aunque eso sí, aislados fuera de todo contexto arqueológico. En cambio otros restos pertenecen a la Edad de los Metales, han aparecido asociados a asentamientos humanos; algunos de ellos, han sido localizados al norte del pueblo y otros al suroeste. A esa misma época pertenecen insculturas o grabados rupestres al estilo de los descubiertos en Cristóbal de la Sierra y Valverde de Valdelacasa.
La Edad del Hierro, última etapa de la Edad de los Metales, se encuentra representada por la existencia de castros en el término y los aldeaños de Fuentes de Béjar y que probablemente debieron de perdurar hasta los tiempos de la conquista romana. Es posible que aquellos fueran utilizados por los propios romanos para instalar allí algún puesto de vigilancia habida cuenta de la proximidad de la calzada de la Plata y de una calzada secundaria, la cual cruza el sector septentrional del término y que sería tomada como referencia, siglos  después, para delimitar el alfoz-territorio- de Béjar.

### Edad Antigua
Los romanos trazaron un camino que, partiendo de la calzada de Béjar, cruzaba los términos de Sanchotello y Fuentes de Béjar, en dirección a Medina del Campo; además aprovecharon los castros existentes de las proximidades del río  Sangusín, y debieron de levantar algún templo en las inmediaciones del mismo pueblo de Fuentes, más concretamente en el mismo lugar donde hoy se encuentra la ermita de San Blas, a juzgar por ciertos vestigios que allí han aparecido como algunos fragmentos de columnas y otras piezas arquitectónicas.
Hay restos de un fortín en el paraje llamado Huerto del Cura, éste pudo haber servido para proteger los pasos naturales de las inmediaciones. Hay vestigios de restos de asentamientos de la época tardorromana-visifoda en la Mirandilla y los alrededores.

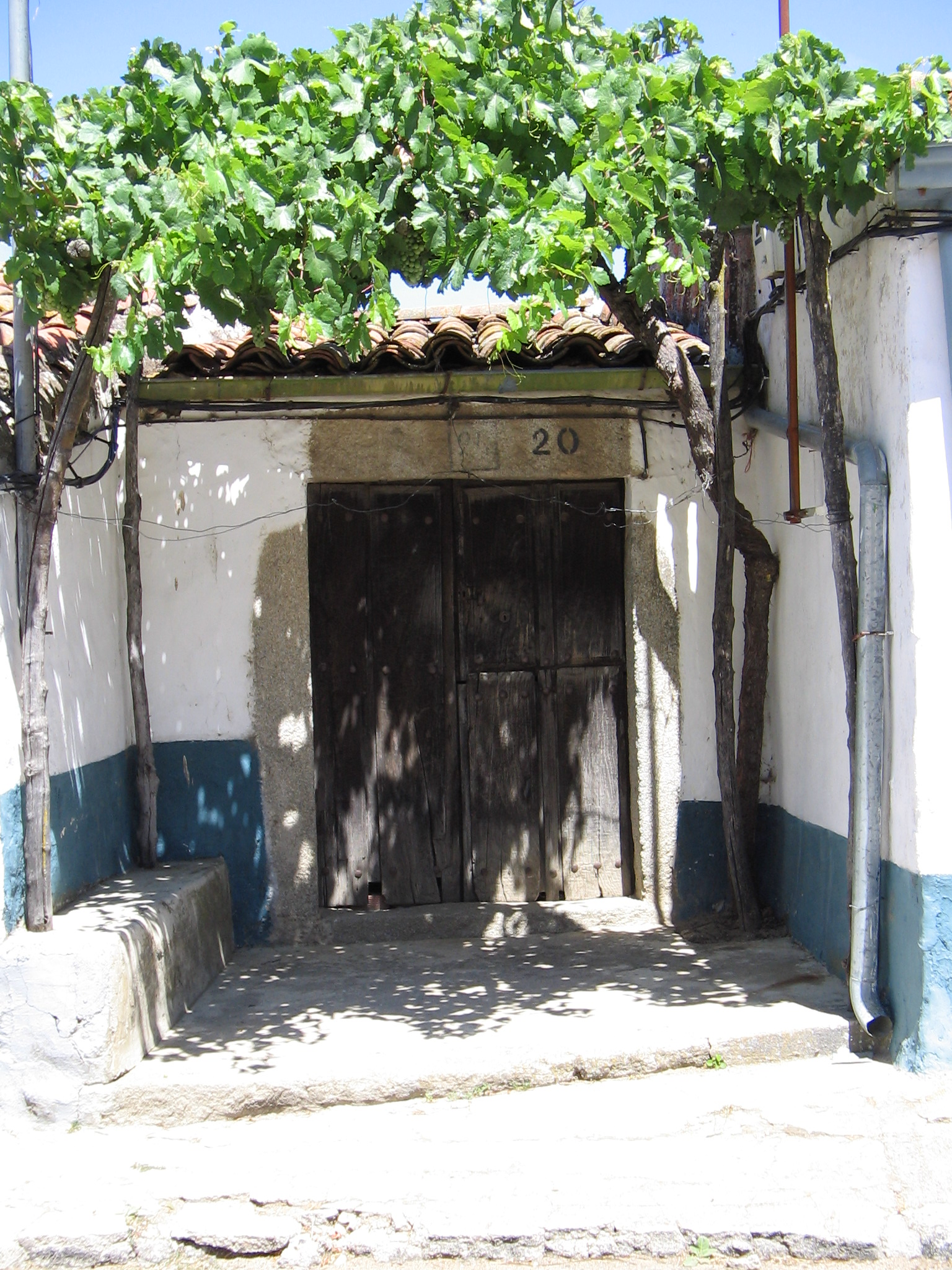
Calle constitución

### Edad Media
En el término existen vestigios arqueológicos que denuncian la posible presencia visigoda durante los primeros siglos de la Alta Edad Media (siglos VI-VII). Cabe pensar que con la llegada de los árabes a comienzos del siglo VIII se produjera un fenómeno de recesión demográfica en toda la zona. Aislada prácticamente entre Extremadura y la despoblada comarca de Montemayor, la Tierra de Béjar se hallaba en el siglo XIII dentro de la jurisdicción de Ávila, pero dadas sus especiales características muy pronto empezaría a configurarse como núcleo geográfico y administrativo, con entidad propia. Con todo , no llegaría a segregarse realmente, de la antedicha provincia de Ávila, hasta comienzo de dicho siglo, como ya veremos.

#### Reino de Castilla
Encuadrada pues dentro de la denomina Tierra de Béjar, Fuentes quedaría incorporada al reino de Castilla, el cual quedaría separado, a partir de 1157 del reino de León, a la muerte de Alfonso VII acaecida en dicho año. El reino de Castilla pasó a pertenecer a Sancho y el de León a Fernando. Ello marcaría el inicio de una larga guerra entre ambos reinos que se prolongaría los setenta y tres años siguientes y que concluiría, por fin, en el año 1230, al quedar unificados, bajo el reinado de Fernando III, el Santo.

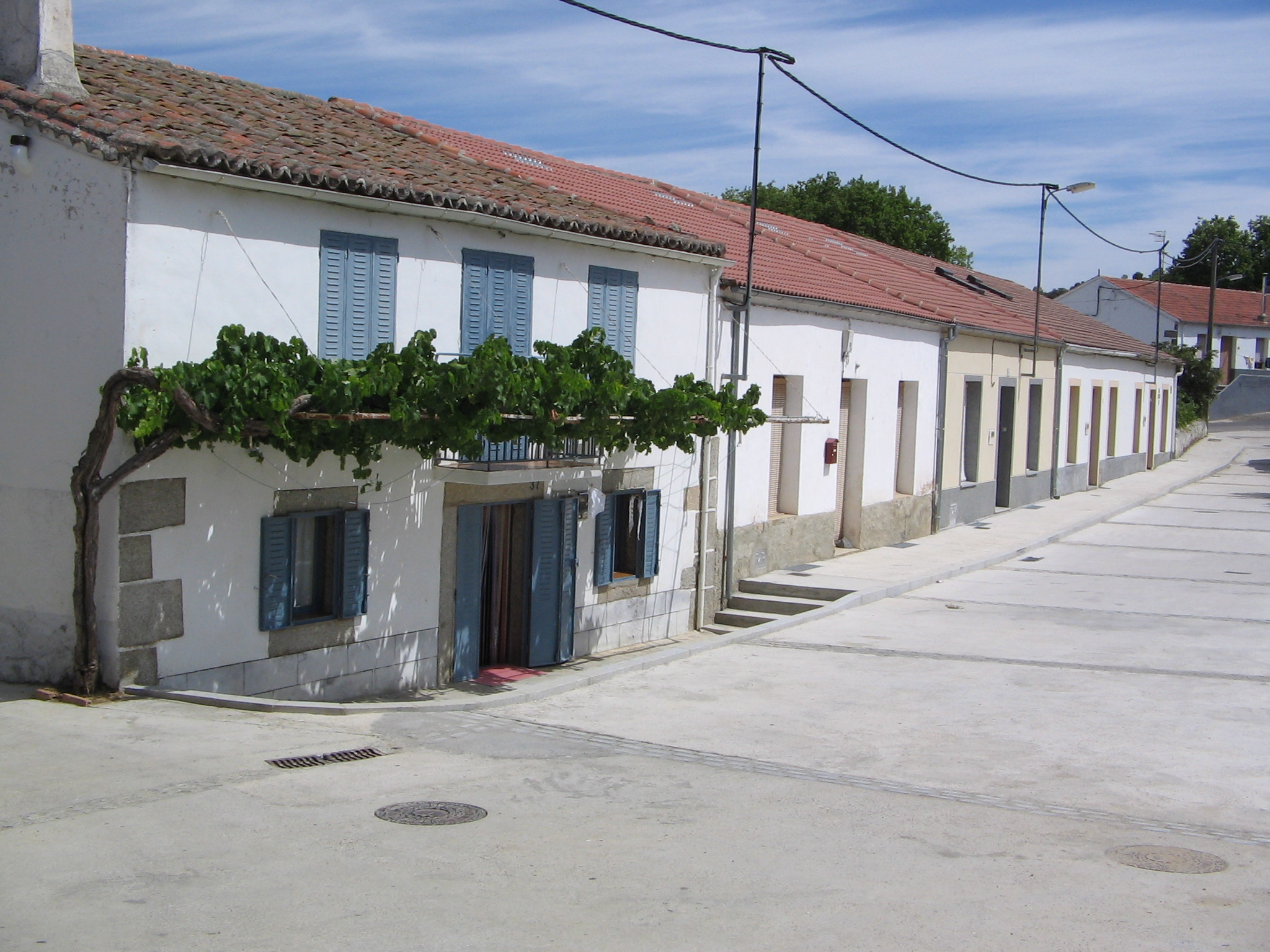
Casas en la calle Fontanilla

#### El término de Fuentes de Béjar, límite del concejo de Plasencia en elsigloXII
El río Sangusín o Salgosín, como es mencionado en los documentos medievales, se ha constituido a lo largo del tiempo en un referente geográfico de gran importancia a la hora de fijar los límites territoriales. Ya en el año 1189, Alfonso VIII de Castilla fijó los términos del concejo de Plasencia, tomando el curso de dicha vía fluvial como uno de los elementos de referencia: "et de Tormes ad iusum usque al arroyum de Mula ubi cadit in Tormes, et per arroyum de Mula arriba sicut exit ad somun de Salgosín, et de Salgosín ad iusum sicut ad calÇadam Quinea "
Los límites establecidos seguían pues la línea que venía a marcar por el noroeste el curso del río Sangusín, desde su nacimiento en las inmediaciones del Campo de la Cruz, término de Fuentes de Béjar, al cual constituiría, en lo sucesivo, y como ya hemos apuntado, en el extremo norte del alfoz -territorio- de Béjar.
Bajo el reinado de dicho monarca y, concretamente en el año 1209, quedó segregada una parte del concejo de Ávila para agregarla al nuevo concejo de Béjar, fijándose, los límites de ambos, en el río Tormes por el norte y en Becedas por el sur.
Con una extensión de aproximadamente 560,5 kilómetros cuadrados quedaba así configurado el territorio denominado Comunidad de Villa y Tierra de Béjar. Esta lindaba por el sur con los concejos de Ávila y Plasencia y por el norte con el reino de León. 

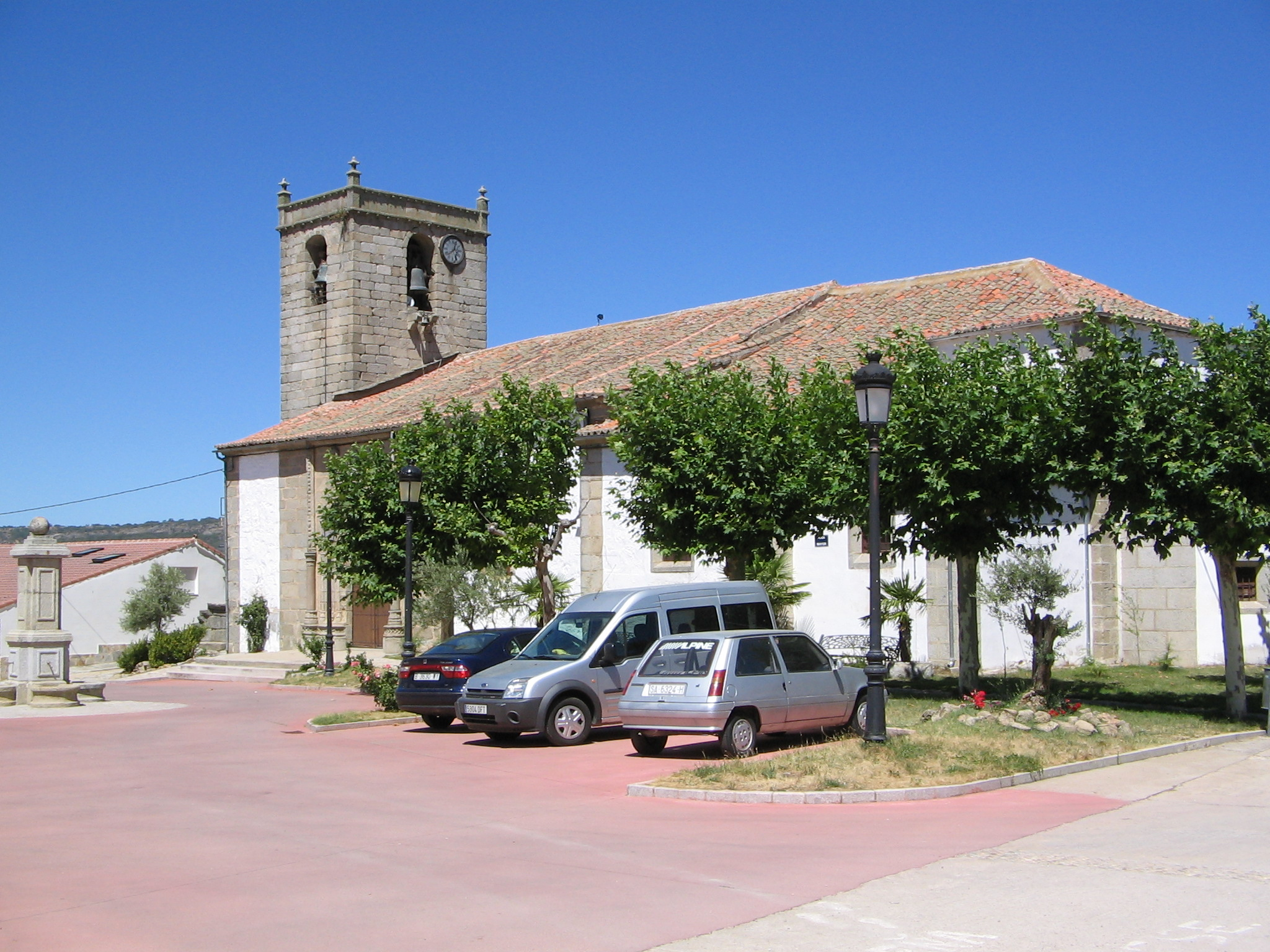
Iglesia de Nª Sra. de la Purificación.

#### La defensa del territorio
El hecho de que, en los siglos XII y XIII, el término de Fuentes de Béjar, perteneciente al reino de Castilla, confinara con el reino de León, explica la existencia de algunas fortalezas, levantadas durante la Edad Media, pero aprovechando otras anteriores. Una de ellas, se alzaba en el cerro, al suroeste del pueblo, y aún habría que citar la torre que hubo en el Cubillo.
No solamente en el término de Fuentes de Béjar, también en otras zonas de la franja septentrional de la histórica Mancomunidad de la Villa y Tierra de Béjar, fueron levantadas diversas fortalezas, desde simples torres vigía, como la atalaya que había en Valdelacasa, a castillos de alguna entidad como los ubicados en varios puntos del término de La Cabeza de Béjar; sobre todo en el cerro del Castillo que recibe el nombre del castillo medieval, cuyos restos, incluido el aljibe, podrían remontarse a los siglos VIII-XII, como es el caso de otras fortalezas que jalonan distintos puntos de la vieja frontera, entre los reinos de Castilla y León, los cuales, recordémoslo se mantuvieron enfrentados por la posesión de diferentes territorios desde mediados del siglo XII hasta el año 1230. Sobre este particular cabe pensar en que los castillos a los que nos estamos refiriendo debieron de perder prácticamente utilidad, como adelantados en la defensa fronteriza, a partir de finales del siglo XII, incluso antes.
Como  fuere, lo cierto es que en Guijo de Ávila, Fuentes de Béjar, Cabeza de Béjar, Cristóbal y Valdelacasa, existen restos de antiguas fortalezas, la mayoría de las cuales remonta sus orígenes a la época prehistórica, aunque algunas de ellas llegaron a conocer un segundo "renacimiento", de tipo militar, durante la época romana y, también, posteriormente, en la Edad Media.
Como dato adicional, señalaremos la existencia de restos de antiguas torres, en otras localidades limítrofes de Fuentes de Béjar, como  Ledrada, en cuyo término hubo por lo menos dos, una de ellas, en pleno caserío, y la otra, en la Coronita, junto al río Sangusín.

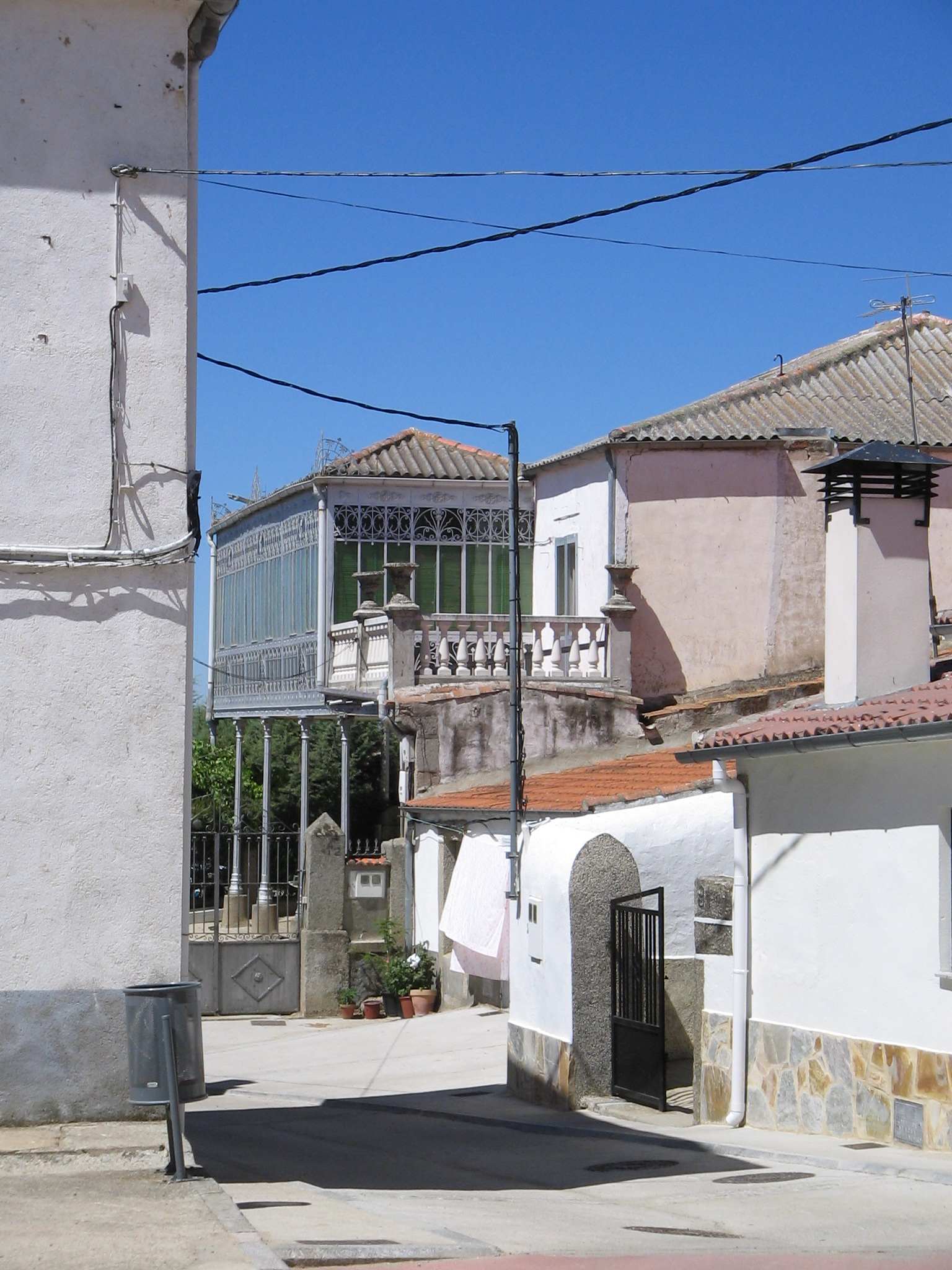
Casa Señorial con galería típica.

#### Fuentes de Béjar bajo el señorío de los Estúñiga
Fuentes de Béjar pasaría a la jurisdicción de Diego López de Estúñiga en el año 1396. Este era señor de la localidad burgalesa de Frías y, en dicho  año, se le entregó a Enrique III, a cambio del señorío de Béjar y sus aldeas. En el correspondiente documento de permuta, dicho monarca decía así: "por cuanto entre mí e vos Diego López de Estíñiga, mi justizia maior, fue tratado e acordado que trocásedes con la de Frías, que es vuestra propia, por la mi villa de Béjar con sus términos (...) por ende, por la presente carta, otorgó e conozco que troco e promuto e que e trocado e promutado e fecho troque e promutazion con vos el dicho Diego López de Estúñiga, de la dicha villa de Béjar, con sus aldeas e términos e con todo lo de yuso contenido, por la dicha vuestra villa de Frías, con sus aldeas y términos y rentas y juridizión..."
Diego López de Estuñiga pasaba pues a adquirir pleno señorío sobre Béjar y todas sus aldeas y moradores de las mismas, y sobre todas las tierras incluidas en el ámbito de su jurisdicción. El señorío alcanzaba no sólo a todo lo que en aquellos momentos hubiese en dichos términos, sino también a lo que en un futuro deviniera de ellos. En consecuencia, los vínculos de vasallaje que de esa manera de establecería entre los vecinos de Fuentes y los demás lugares comarcanos,  extendíase, igualmente a sus descendientes.

### Reino de León
Como parte de la comunidad bejarana, tras la pérdida del voto en Cortes de Béjar y su paso a depender de Salamanca en ese aspecto a partir de 1425, hecho favorecido por el mencionado paso de la tierra de Béjar a manos de los Zúñiga en 1396, Fuentes de Béjar pasó a formar parte del Reino de León.

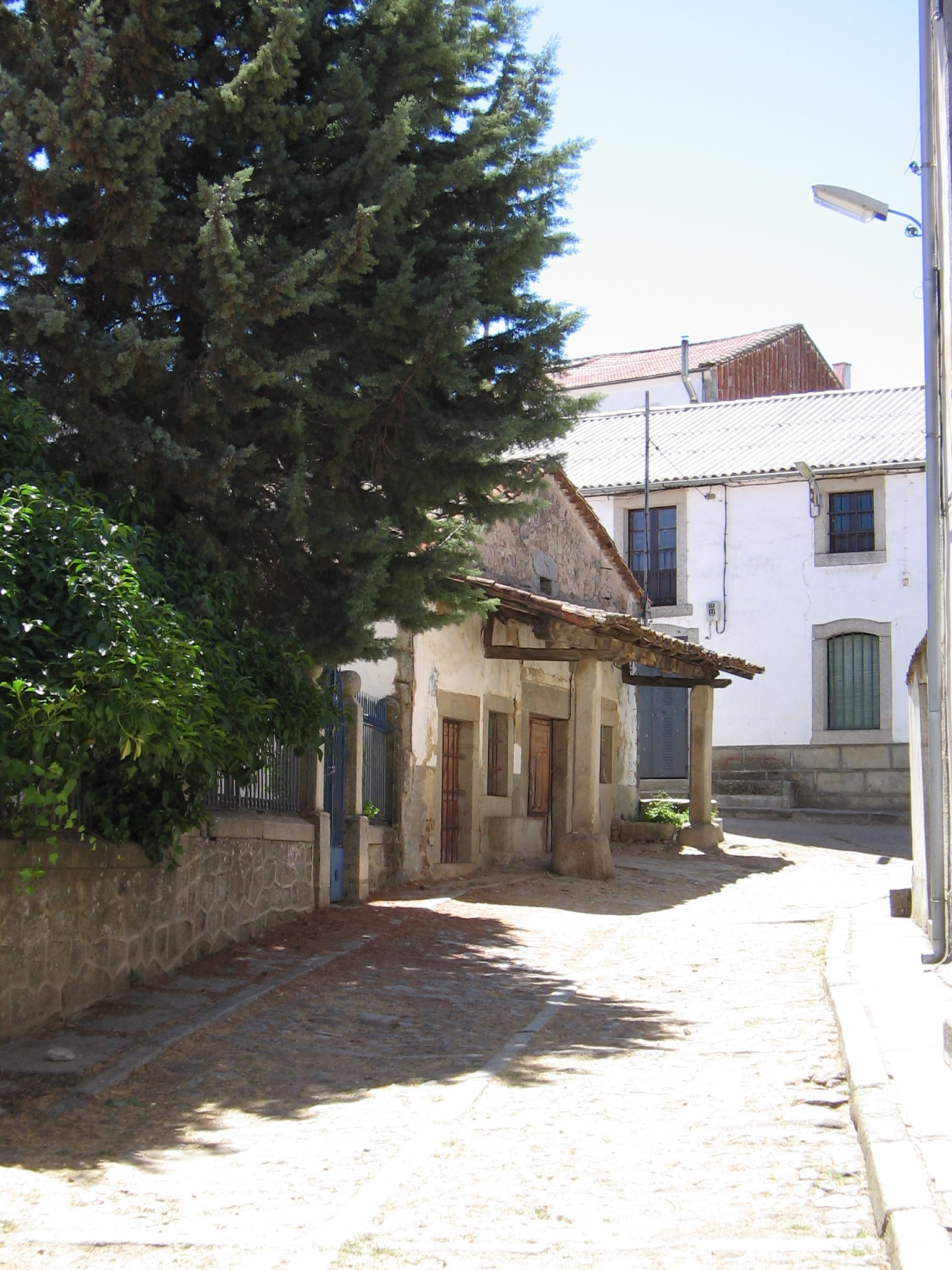
Casa tradicional.

### El tránsito a la Edad Moderna

#### Los Estúñiga, señores de la Tierra de Béjar
La relación de carácter histórico que ha existido entre Fuentes de Béjar y los Estúñiga, duques de  Béjar, impone el que seguidamente ofrezcamos algunos datos sobre dicho linaje que desde el siglo XV ejercerá potestad y jurisdicción sobre diversos lugares de la denominada Tierra de Béjar.
Empezaremos diciendo que Estúñiga es un apellido de la zona vasco-navarra y también es el nombre de cierta localidad existente en las proximidades de Estella.
Sería Inigo Ortiz quien introdujese, en el ámbito de la corte castellana, el linaje de los Estúñiga, cuyos miembros recibirían más tarde determinados privilegios de parte del rey Enrique III, el Doliente. Anteriormente los Estúñiga habían apoyado a los Trastámara durante la guerra cival que se generó en Castilla a mediados del siglo XIV. En fin, sería el antedicho Enrique III quien concediese a Diego López de Estúñiga las tercias del arciprestazgo de Peñafiel y Béjar. Tiempos después uno de los sucesores de la familia de los Estúñiga, Pedro, murió en el año 1453, pasando a heredar el mayorazgo de Béjar y Plasencia Álvaro de Estúñiga.
Los miembros de la casa nobiliaria ostentaron el título de justicia mayor y aparte el ducado de Béjar, también poseían en la provincia de Salamanca diversos bienes. El mismo castillo de Miranda del Castañar por ejemplo fue mandado edificar a mediados del siglo XV por Pedro de Estúñiga.
En el año 1480, los reyes Católicos otorgaron a los Estúñiga el título de duque de Plasencia en recompensa por sus intervenciones en la guerra de Sucesión contra Juana "la Beltraneja".

### Edad Contemporánea
En 1833 se crean las actuales provincias, quedando integrado en ella Fuentes de Béjar en la provincia de Salamanca, dentro de la Región Leonesa, estatus provincial que se mantiene en la actualidad, formando parte del partido judicial de Béjar.
En 1974 fue decretada su unión al municipio de Guijuelo, si bien posteriormente dicha decisión fue revocada, recuperando Fuentes de Béjar su estatus de municipio.

## Demografía
Cuenta con una población de 244 habitantes (INE 2024).
| Gráfica de evolución demográfica de Fuentes de Béjar entre 1842 y 2021 |
| |
| Población de derecho según los censos de población del INE Población de hecho según los censos de población del INEEntre el censo de 1981 y el anterior, este municipio desaparece porque se agrupa en el municipio 37156 (Guijuelo) |

Según el Instituto Nacional de Estadística, Fuentes de Béjar tenía, a 31 de diciembre de 2018, una población total de 232 habitantes, de los cuales 116 eran hombres y 116 mujeres. Respecto al año 2000, el censo refleja 282 habitantes, de los cuales 121 eran hombres y 161 mujeres. Por lo tanto, la pérdida de población en el municipio para el periodo 2000-2018 ha sido de 50 habitantes, un 18 % de descenso.

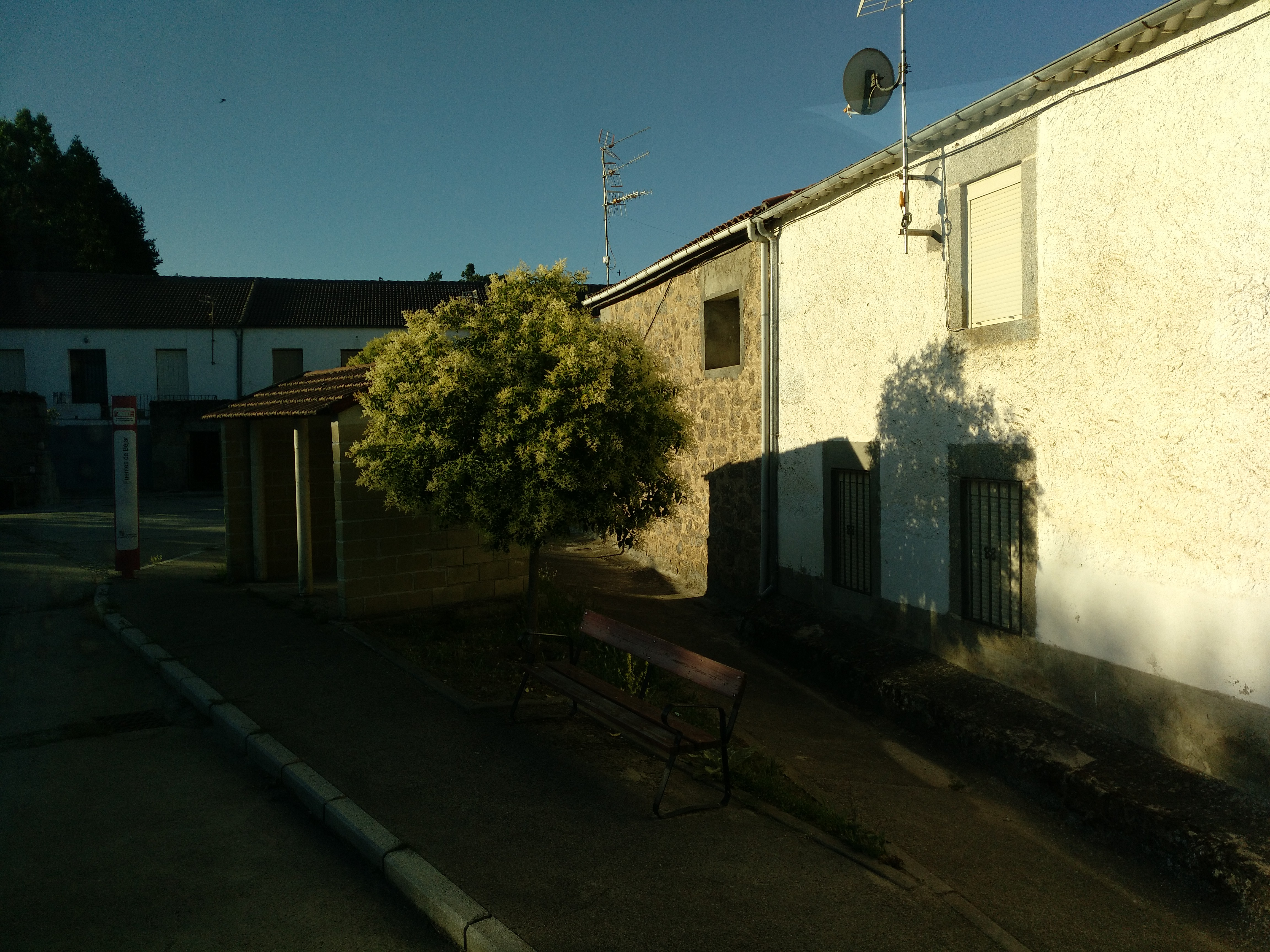
Parada de autobús

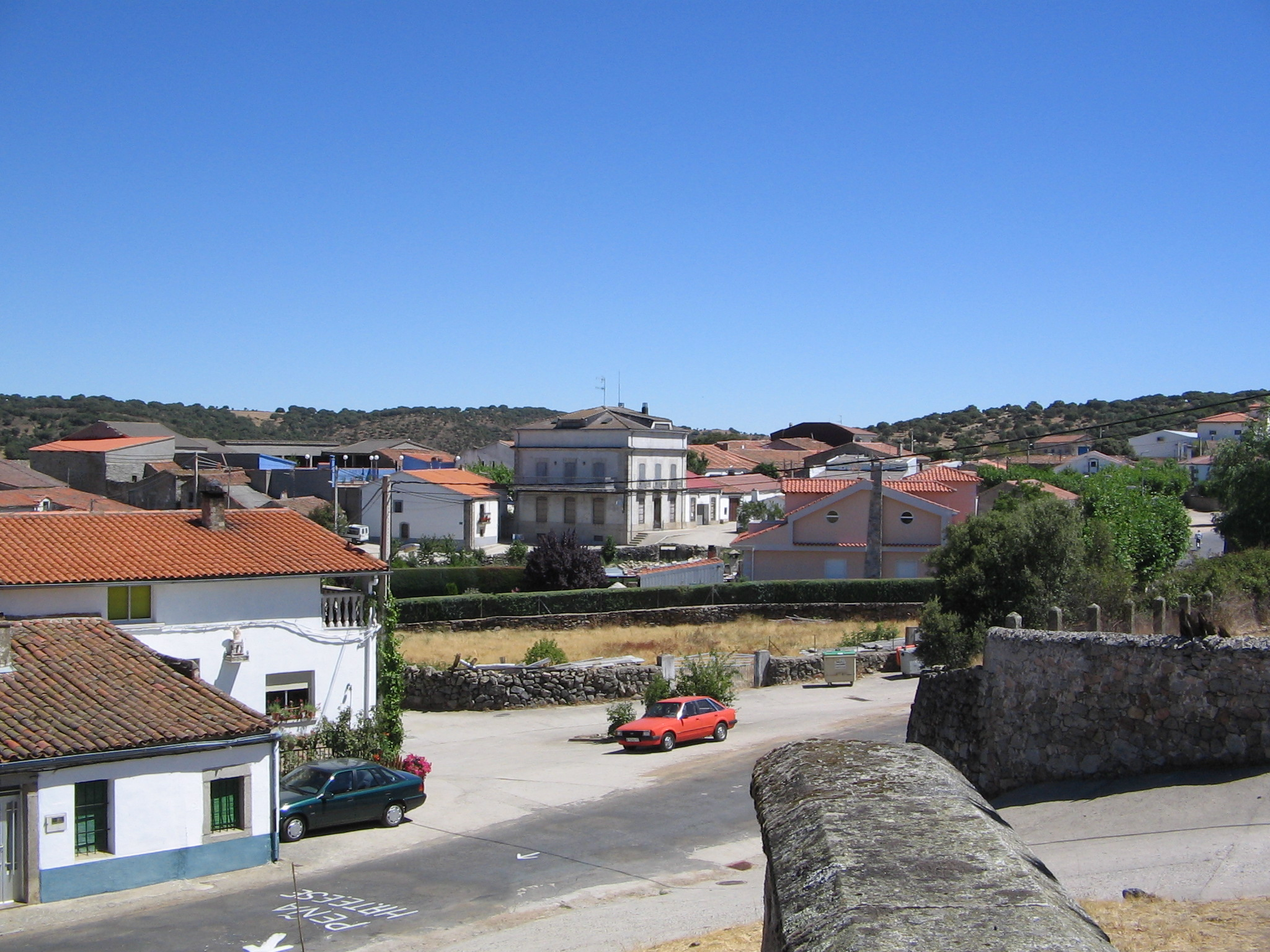
Calle Constitución

Al sur de la provincia de Salamanca y formando parte de la comarca de Béjar, se encuentra Fuentes de Béjar. Antiguamente, esta es la última población, perteneciente al reino de Castilla, constituyó zona fronteriza con el de León, estableciéndose el límite entre ambos reinos, en el ámbito de dicha comarca, a lo largo del cordel de ganados que, desde tiempo inmemorial, discurría por la franja septentrional del término de Fuentes de Béjar.
Actualmente, con una extensión de 14,60  kilómetros cuadrados, y situado a 908 metros de altitud, Fuentes de Béjar ofrece un bien cuidado caserío y unos espléndidos paisajes. Muchos de los edificios se hallan construidos en piedra de granito, material abundante en la zona, y no se hallan exentos de ciertas cualidades artísticas.
Aún se conservan grandes caserones antiguos y por lo general predominan las casas de varias plantas.
En el extremo nooriental del término tiene su nacimiento el río Sangusín, alimentado por fuentes y veneros, de ahí el nombre del municipio. De este a oeste, dicha vía fluvial cruza el término de Fuentes de Béjar y prosigue por Ledrada, Valdefuentes de Sangusín,  Horcajo de Montemayor y Cristóbal de la Sierra, hasta desembocar en el Alagón.

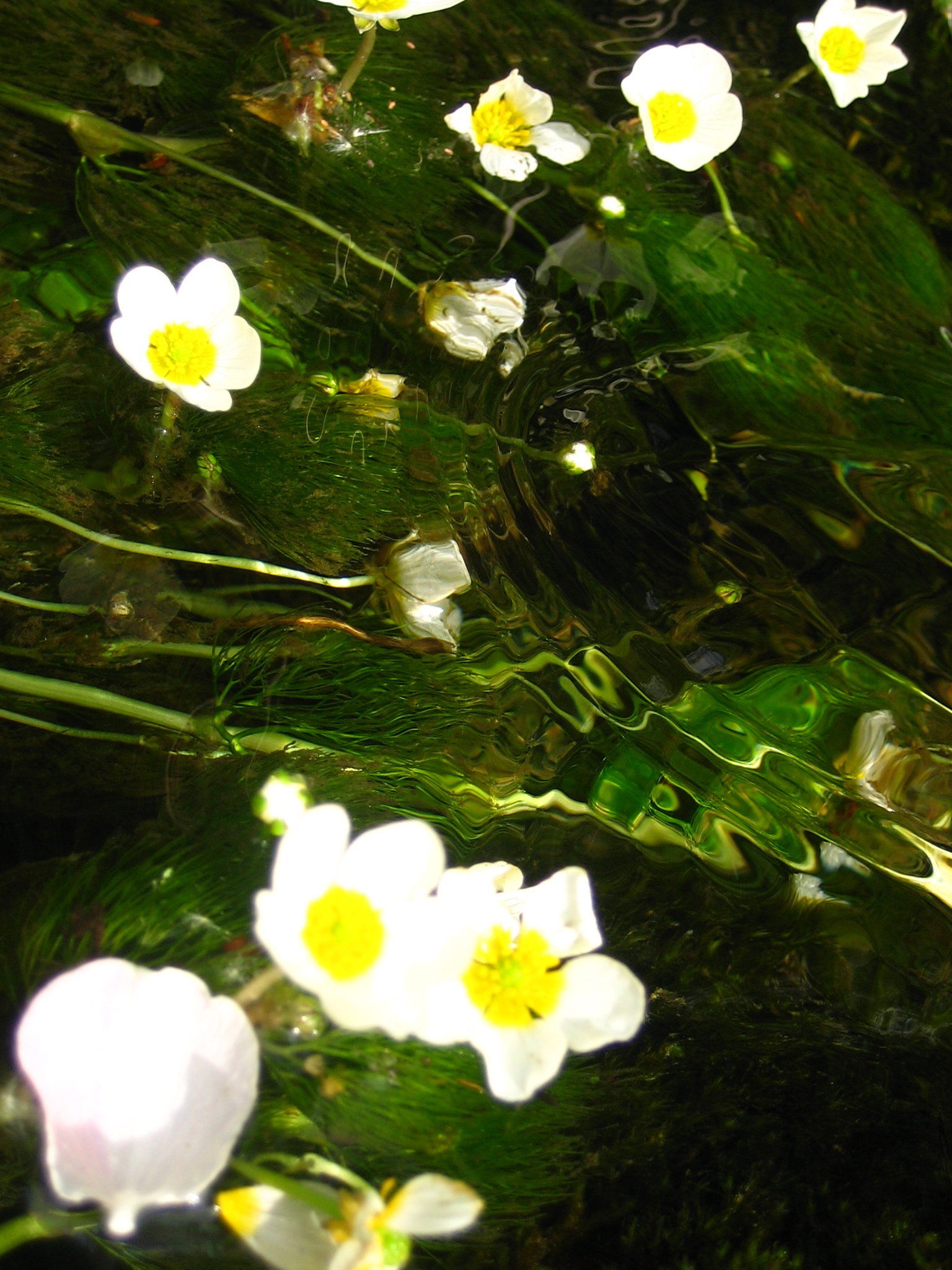
Río Sangusín.

Hasta 1833 Fuentes de Béjar perteció a la Comunidad de Villa y Tierra de Béjar, la cual se dividía en cuatro Cuartos, a saber: el  de  Arriba, el de Abajo, el del Campo y el de Valvaneda. Tras la reorganización provincial, el territorio bejarano fue dividido en tres provincias distintas.

## Economía

### Cantería
Desde siempre, ha sido muy apreciada la labor de los canteros de Fuentes de Béjar. Varias generaciones de maestros en el arte de trabajar la piedra —el granito, concretamente— han ido sucediéndose desde siglos atrás, manteniendo y perpetuando las técnicas de extracción y labrado de dicha materia prima, surtiendo al propio vecindario y exportando, también, el producto a otros lugares de la comarca.
La misma toponimia del pueblo está ya indicando la existencia de abundandante material granítico:Los  Berrocales, el Cancho Cebadal,  el Cancho de las Cañadas, el Cancho de las Hoyas, el Cancho del Navazo y otros.
Aunque la mayoría de los canteros que trabajaban el graníto en Fuentes de Béjar, eran naturales de dicho lugar, había otros,  principalmente de la zona de Sorihuela, que también se ocuparon en desarrollar semejante oficio, en las explotaciones del término de Fuentes de Béjar, llegando a realizarse intercambios entre maestros de ambas localidades que, de ese modo, se transmitían mutuamente sus técnicas. Los canteros de Fuentes de Béjar desarrollaron su labor casi de forma ininterrumpida desde el siglo XVI hasta mediados del siglo XX, dejando para la historia del lugar edificios de excelente factura que revelan un gran conocimiento de tal tradicional oficio.

## Transporte
El municipio está muy bien comunicado por carretera, por el discurre tanto la nacional N-630 que une Gijón con Sevilla como la autovía Ruta de la Plata que tiene el mismo recorrido que la anterior y cuenta salida en la localidad permitiendo unas comunicaciones más rápidas con el municipio. Destaca además la carretera DSA-250 que surge en el cruce con la nacional y en sentido suroeste comunica con Ledrada llegando hasta Navalmoral de Béjar. Pasado el cruce de la nacional, en sentido sureste, la carretera se transforma en la DSA-170 y lleva hasta La Cabeza de Béjar y Santibáñez de Béjar. Por otro lado la carretera DSA-244 comunica en sentido noroeste con Puebla de San Medel, desde donde es posible acceder a la carretera SA-214.
En cuanto al transporte público se refiere, tras el cierre de la ruta ferroviaria de la Vía de la Plata, que pasaba por el municipio de Guijuelo y contaba con estación en el mismo, no existen servicios de tren en el municipio ni en los vecinos, ni tampoco línea regular con servicio de autobús, siendo la estación más cercana la de Guijuelo. Por otro lado el aeropuerto de Salamanca es el más cercano, estando a unos 57km de distancia.

## Administración y política
| Partido político                         | 2019  | 2019  | 2019       | 2015  | 2015  | 2015       | 2011  | 2011  | 2011       | 2007  | 2007  | 2007       | 2003  | 2003  | 2003       |
| Partido político                         | %     | Votos | Concejales | %     | Votos | Concejales | %     | Votos | Concejales | %     | Votos | Concejales | %     | Votos | Concejales |
| Partido Socialista Obrero Español (PSOE) | 44,59 | 70    | 3          | 40,24 | 68    | 3          | 30,95 | 52    | 2          | 19,10 | 38    | 1          | 50,72 | 105   | 4          |
| Partido Popular (PP)                     | 42,04 | 66    | 2          | 59,76 | 101   | 4          | 67,86 | 114   | 5          | 36,68 | 73    | 3          | 46,86 | 97    | 3          |
| Partido independiente de Fuentes (PIF)   | —     | —     | —          | —     | —     | —          | —     | —     | —          | 43,72 | 87    | 3          | —     | —     | —          |

## Patrimonio

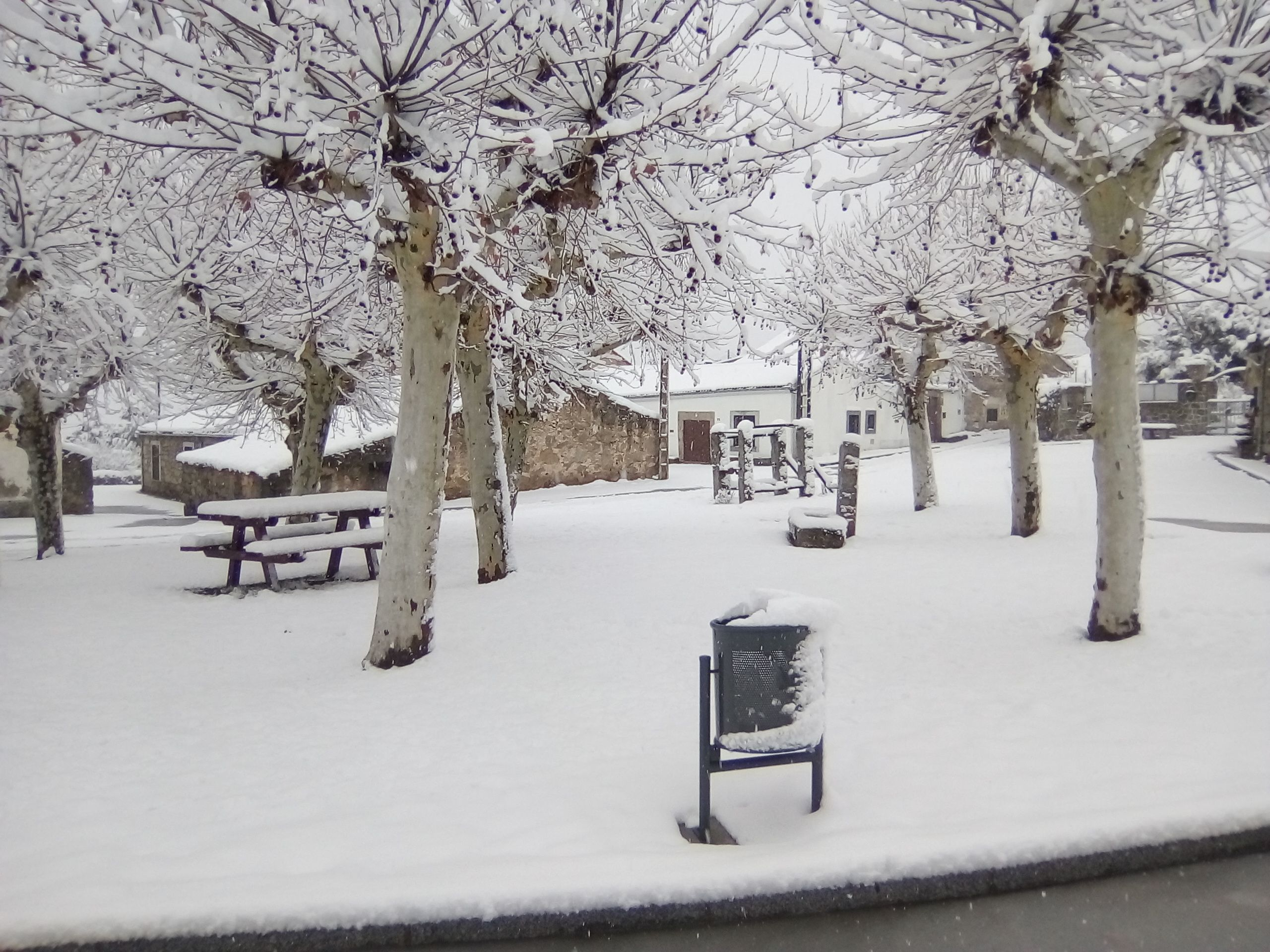
Nevazo 2018

- Iglesia parroquial católica bajo la advocación de Nuestra Señora de la Purificación, en la archidiócesis de Mérida-Badajoz, diócesis de Plasencia, arciprestazgo de Fuentes de Béjar.[8]

## Deportes

### Desafío BTT Fuenterrico
Se trata de un proyecto turístico y deportivo de revitalización rural del valle del Sangusín, organizado por el Ayuntamiento de Fuentes de Béjar, en colaboración con los ayuntamientos de Sorihuela, Ledrada y Fuenterroble de Salvatierra. También se busca la promoción de la futura Vía Verde Ruta de la Plata, que unirá las localidades de Fuentes de Béjar y Ledrada por el antiguo camino del ferrocarril.
El primer fin de semana de julio se celebra el Desafío BTT Fuenterrico, una carrera destinada a los amantes de la bicicleta de montaña y de la bicicleta eléctrica de montaña. Consta de dos distancias: una de 30 kilómetros de dificultad baja-media y otra de 60 kilómetros de dificultad media-alta. 
Primera edición (4 de julio de 2021)
El 4 de julio de 2021 tuvo lugar la primera edición con un éxito de participación al inscribirse 300 corredores. En su primera edición se impusieron David López y Rosa Moles, en la que Oriol Barrera y Estrella Sánchez, vecinos de la localidad y deportistas de alto nivel, ejercieron de padrino y madrina de las carreras.
Con salida y meta en la localidad de Fuentes de Béjar, el recorrido transita por los pueblos de los alrededores: Ledrada, Fuenterroble de Salvatierra, Sorihuela, La Cabeza de Béjar y La Nava.
Esta iniciativa deportiva ha sido creada como un proyecto de turismo rural a corto plazo con el objetivo de fijar la localidad como un punto de referencia, puesto que se encuentra en un lugar privilegiado: próxima a la futura vía verde Ruta de la Plata y entre las sierras de Gredos, sierra de Béjar y sierra de Francia. A medio plazo, el proyecto busca crear una red de recorridos, tanto a pie como en bicicleta, para fomentar el turismo en distintas épocas del año. Y a largo plazo, atraer a familias y pequeños empresarios para revitalizar una zona con diversos problemas por el envejecimiento de su población o incluso al borde del despoblamiento.
La organización donó e instaló dos aparcabicis en dos emplazamientos de la localidad.
Segunda edición (3 de julio de 2022)
La segunda edición del Desafío BTT Fuenterrico tuvo lugar el 3 de julio de 2022 y tuvo como padrino al exciclista bejarano Lale Cubino. Dos de las novedades son los cambios de recorridos y la incoporación de pueblos como Fresnedoso, La Puebla de San Medel y Valdelacasa.David López Gómez (Independiente) y Belinda González Moreno se impusieron en la carrera reina. 
Tercera edición (2 de julio de 2023)
La tercera edición del Desafío BTT Fuenterrico se celebró el domingo 2 de julio de 2023. El exciclista Moisés Dueñas ejerció de padrino cortando la cinta de inicio de las carreras. Con cambio en los recorridos de la distancia larga y corta, se impusieron en la línea de meta de la competición reina Diego Martín-Lázaro Gutiérrez (CD Moisés Dueñas) con un tiempo de 2:21:31 y Leire González Fraile (Independiente) con un tiempo de 3:46:38. 
Cuarta edición (4 de mayo de 2024)
La organización decidió trasladar la fecha de este evento ciclista de julio a mayo, tras escuchar a los participantes de ediciones, con el objetivo de evitar el calor del verano castellano. El alcalde de Fuentes de Béjar, Gustavo Rodríguez, fue el encargado de dar el pistoletazo de salida a la cuarta edición de la prueba, que recorrió las localidades de Fuenterroble de Salvatierra, La Puebla de San Medel, Ledrada, Fresnedoso, Sorihuela, Nava de Béjar y La Cabeza de Béjar. En el recorrido largo vencieron Diego Martín-Lázaro Gutiérrez (CD Moisés Dueñas) con un tiempo de 2:08:21 e Isabel Aguadero García (Babilafuente Beerbike), con un tiempo de 3:26:47. En el recorrido corto cruzaron en primer lugar la línea de meta Andrés Lozano López (Pimobi team) con un tiempo de 1:11:46 y Cristina Manso Pérez (Patabrava) con un tiempo de 1:35:05. 